# Division I i ishockey 1975/1976
Division I i ishockey 1975/1976 var säsongens näst högsta ishockeydivision i Sverige. Det var första säsongen efter serieomläggningen där Elitserien skapades. En säsong tidigare var Division I högsta divisionen och namnet på andradivisionen var Division II. Division I var nu indelad i fyra regionala serier med namn efter väderstrecken (norra, östra, västra och södra). De hade 12 lag vardera och spelade i 22 omgångar (med undantag för Division I Norra som hade 13 lag och spelade 24 omgångar). De fyra främsta lagen i varje serie gick vidare till playoff. Vinnarna av playoff gick vidare till Kvalserien till Elitserien. De två sista lagen i varje serie flyttades ner till Division II påföljande säsong (de tre sista i Division I Norra).

## Deltagande lag
Serieomläggningen hade inneburit att högsta serien krympts från sexton till tio lag. De sex lag som flyttades ner var Björklöven, Karlskoga, Mora, Tingsryd, Västerås och Örebro. Förra säsongen hade Division II haft 71 lag, av dessa följde 39 lag med till nya Division I. Dessutom flyttades fyra lag upp från gamla Division III: Kramfors, Ludvika, Mälarhöjden och Borås. Clemensnäs/Rönnskärs IF (CRIF) hade också kvalificerat sig, men valde att dra sig ur p.g.a. ekonomiska problem.
| Division I Norra |
| --- |
| Bodens BK Heffners/Ortvikens IF IF Björklöven ▼ IFK Kiruna IFK Luleå Järveds IF Kiruna AIF Kramfors-Alliansen ▲ Medle SK Piteå IF Tegs SK Tunadals IF Östersunds IK |

| Division I Västra |
| --- |
| Bollnäs IS Fagersta AIK Falu IF Grums IK Hofors IK IF Karlskoga/Bofors ▼ IF Tunabro Ludvika HC ▲ Malungs IF Mora IK ▼ Strömsbro IF Tierps IF |

| Division I Östra |
| --- |
| BK Kenty Enköpings SK Hammarby IF Huddinge IK IK Vita Hästen Mälarhöjden/Västertorp IK ▲ Nacka SK Nynäshamns IF Surahammars IF Väsby IK Västerås IK ▼ Örebro IK ▼ |

| Division I Södra |
| --- |
| BK Bäcken Boro/Landsbro IF Borås HC ▲ Gislaveds SK Halmstads HK HV71 IF Troja Karlskrona IK Malmö IF Nybro IF Tibro IK Tingsryds AIF ▼ |

## Grundserier

### Division I Norra
För lagen i den nya Elitserien var pressen stor på att hålla sig kvar i serien. Det hade lett till ökat antal dyra värvningar och det smittade även av sig på Division I där flera lag värvat spelare från Kanada. Värvningarna kritiserades då spelarnas förmåga ofta var okänd och förbundet ansåg att man kunde hitta spelare av bättre kvalité i Sverige. När serien var färdigspelad visade det sig också att det var två lag utan kanadensare som toppade tabellen. Vid denna tid ansågs den norra serien vara den starkaste av Division I-serierna och denna säsong hade man inte mindre än fyra tidigare allsvenska lag och ytterligare fem som kvalat till Allsvenskan (allsvenskan var ett vanligt namn på Division I-serien när den var högsta serie). Som favoriter detta år sågs Björklöven och fjolårets seriesegrare i Division II Norra A, IFK Kiruna. Men det var det andra kirunalaget, Kiruna AIF, som började bäst med åtta segrar på raken och ledde serien från den femte till den näst sista omgången. Inför sista omgången ledde Kiruna AIF med två poäng före Björklöven. Björklöven mötte Piteå som gjorde 6–1 i första perioden. Om Piteå kunnat hålla det resultatet till slutsignalen skulle de tagit en slutspelsplats och Kiruna AIF vunnit serien. Istället vände Björklöven och vann med 14–9. Med det hade de också vunnit serien och Luleå tog den sista platsen till Playoff. Noteras kan att serien hade fler målrika matcher, t.ex. Björklöven–Kramfors som slutade med hela 27–3. Luleås Tom Martin vann poängligan och Luleå drog den största publiken – 2 218 per match. Även Boden (2 060), Kiruna AIF (1 535), Piteå (1 212), IFK Kiruna (1 164) och Björklöven (1 066) drog mer än 1 000 åskådare per match.
| Nr | Lag                   | S  | V  | O | F  | GM  | IM  | MS   | P  |
| -- | --------------------- | -- | -- | - | -- | --- | --- | ---- | -- |
| 1  | IF Björklöven         | 24 | 19 | 1 | 4  | 186 | 82  | +104 | 39 |
| 2  | Kiruna AIF            | 24 | 19 | 1 | 4  | 119 | 54  | +65  | 39 |
| 3  | Bodens BK             | 24 | 15 | 1 | 8  | 152 | 86  | +66  | 31 |
| 4  | IFK Luleå             | 24 | 15 | 1 | 8  | 133 | 99  | +34  | 31 |
| 5  | IFK Kiruna            | 24 | 15 | 0 | 9  | 141 | 99  | +42  | 30 |
| 6  | Piteå IF              | 24 | 13 | 3 | 8  | 151 | 127 | +24  | 29 |
| 7  | Tegs SK               | 24 | 12 | 1 | 11 | 112 | 116 | −4   | 25 |
| 8  | Heffners/Ortvikens IF | 24 | 10 | 0 | 14 | 105 | 99  | +6   | 20 |
| 9  | Tunadals IF           | 24 | 8  | 3 | 13 | 91  | 118 | −27  | 19 |
| 10 | Östersunds IK         | 24 | 7  | 2 | 15 | 92  | 132 | −40  | 16 |
| 11 | Järveds IF            | 24 | 5  | 2 | 17 | 88  | 145 | −57  | 12 |
| 12 | Medle SK              | 24 | 6  | 0 | 18 | 75  | 152 | −77  | 12 |
| 13 | Kramfors-Alliansen    | 24 | 4  | 1 | 19 | 64  | 200 | −136 | 9  |

### Division I Västra
Förhandsspekulationerna om den västra serien handlade om vilket av lagen Mora IK eller IF Karlskoga/Bofors som skulle vinna. Det blev Mora och avgörande blev klubbarnas inbördes möten (5–5 respektive 8–7 till Mora). De två andra playoffplatserna trodde många att Fagersta (fjolårets segrare i Division II Västra) och Falun skulle ta. Istället gick platserna till Strömsbro och Grums. Falun blev seriens besvikelse. Med ny ishall och en värvad landslagsspelare från Brynäs trodde många de skulle ta en playoffplats. Istället var de nära att åka ur serien. Seriens sista två platser togs av Tierp och Ludvika som därmed kom att spela i Division II påföljande säsong. Moras Malte Steen vann poängligan med 51 poäng (18+33). Störst publik drog Karlskoga (i folkmun oftast kallade KB Karlskoga) med i snitt 1 848 åskådare per match.
| Nr | Lag                 | S  | V  | O | F  | GM  | IM  | MS  | P  |
| -- | ------------------- | -- | -- | - | -- | --- | --- | --- | -- |
| 1  | Mora IK             | 22 | 16 | 4 | 2  | 158 | 85  | +73 | 36 |
| 2  | IF Karlskoga/Bofors | 22 | 15 | 4 | 3  | 115 | 72  | +43 | 34 |
| 3  | Strömsbro IF        | 22 | 14 | 2 | 6  | 97  | 78  | +19 | 30 |
| 4  | Grums IK            | 22 | 11 | 3 | 8  | 110 | 97  | +13 | 25 |
| 5  | Hofors IK           | 22 | 11 | 0 | 11 | 92  | 77  | +15 | 22 |
| 6  | Fagersta AIK        | 22 | 8  | 5 | 9  | 105 | 111 | −6  | 21 |
| 7  | IF Tunabro          | 22 | 7  | 4 | 11 | 70  | 88  | −18 | 18 |
| 8  | Bollnäs IS          | 22 | 7  | 3 | 12 | 91  | 103 | −12 | 17 |
| 9  | Falu IF             | 22 | 7  | 3 | 12 | 89  | 115 | −26 | 17 |
| 10 | Malungs IF          | 22 | 7  | 3 | 12 | 77  | 108 | −31 | 17 |
| 11 | Tierps IF           | 22 | 7  | 1 | 14 | 84  | 128 | −44 | 15 |
| 12 | Ludvika HC          | 22 | 5  | 2 | 15 | 69  | 95  | −26 | 12 |

### Division I Östra
Innan seriespelet började tippades Örebro, Västerås och Hammarby som favoriter och bakom dem nämndes Huddinge, Väsby och Nacka. Örebro och Västerås hade båda spelat i högsta divisionen en säsong tidigare och ville nu tillbaka. Örebro – med spelare som Björn "Nalle" Johansson, Rolf Ericsson, Kent Andersson och Staffan Tholsson – visade sig snart vara seriens främsta lag och deras playoffplats var i praktiken klar redan i den tolfte omgången. På andraplatsen kom Huddinge under ledning av tränaren Eilert Määttä. Laget rivstartade säsongen med 12–3 mot Norrköpingslaget Vita Hästen och fortsatte sedan obesegrade till den nionde omgången. De övriga två playoffplatserna togs av Västerås och Nacka medan Hammarby stod för seriens besvikelse. En orsak var forwarden Christer Sahlins svåra skada i tredje omgången då en motståndarskridsko skar upp halspulsådern. Sahlin fick föras med ambulans till sjukhus och räddades tack vare att tre lagkamrater var sjukvårdsutbildade brandmän. I seriens botten lyckades Nynäshamn rädda sig undan nerflyttning, bl.a. genom en seger mot Västerås i tjugonde omgången. Enköping, med 18 förluster på raken och Mälarhöjden med en enda seger på hela säsongen blev istället lagen som flyttades ner till nästa säsong. Örebros Kent Andersson vann poängligan med 61 poäng (50+11). Största publiken i snitt per match drog Örebro (2 247) och BK Kenty (2 222).
| Nr | Lag                       | S  | V  | O | F  | GM  | IM  | MS   | P  |
| -- | ------------------------- | -- | -- | - | -- | --- | --- | ---- | -- |
| 1  | Örebro IK                 | 22 | 19 | 0 | 3  | 188 | 65  | +123 | 38 |
| 2  | Huddinge IK               | 22 | 14 | 4 | 4  | 119 | 65  | +54  | 32 |
| 3  | Västerås IK               | 22 | 14 | 3 | 5  | 108 | 56  | +52  | 31 |
| 4  | Nacka SK                  | 22 | 13 | 3 | 6  | 107 | 77  | +30  | 29 |
| 5  | Hammarby IF               | 22 | 11 | 4 | 7  | 109 | 80  | +29  | 26 |
| 6  | BK Kenty                  | 22 | 12 | 2 | 8  | 82  | 76  | +6   | 26 |
| 7  | Väsby IK                  | 22 | 10 | 3 | 9  | 127 | 101 | +26  | 23 |
| 8  | IK Vita Hästen            | 22 | 9  | 2 | 11 | 81  | 121 | −40  | 20 |
| 9  | Surahammars IF            | 22 | 9  | 0 | 13 | 116 | 137 | −21  | 18 |
| 10 | Nynäshamns IF             | 22 | 4  | 2 | 16 | 60  | 139 | −79  | 10 |
| 11 | Enköpings SK              | 22 | 2  | 2 | 18 | 49  | 120 | −71  | 6  |
| 12 | Mälarhöjden/Västertorp IK | 22 | 1  | 3 | 18 | 65  | 174 | −109 | 5  |

### Division I Södra
Tre lag dominerade den södra serien: Tingsryd, Bäcken från Göteborg samt HV71 från Jönköping. Av dem var Tingsryd klart bäst med endast en förlust under hela säsongen. Särskilt i inledningen dominerade Tingsryd och det stod ganska snart klart vem som skulle bli seriens segrare. Spelare som Bengt-Göran "Mysing" Karlsson och Tadeusz Niedomysl var med och lyfte laget. Mysing vann dessutom poängligan med 44 (24+20) poäng. På andra plats kom Bäcken. Laget lyftes av sin förstakedja, Sterner-kedjan, med Ulf Sterner och kanadensarna Bill Heindl och Pierre Laganière. Trean i serien blev HV71 som vid denna tid betecknades som ett "poplag". Den enda riktiga spänningen som serien bjöd på var streckstriderna kring den sista playoffplatsen och nedflyttningsplatserna. De kamperna avgjordes i matchen Malmö–Borås som slutade 5–4 och innebar att Malmö tog den sista slutspelsplatsen och Borås skickades ner till Division II. HV71 drog den största publiken med 3 390 åskådare per match. Alla andra lag, med undantag för Boro, hade ett snitt på över tusen åskådare per match. Särskilt anmärkningsvärt var att bottenlaget Borås drog 1 844 besökare per match, vilket var näst bäst i serien trots att de hamnade på nedflyttningsplats.
| Nr | Lag              | S  | V  | O | F  | GM  | IM  | MS  | P  |
| -- | ---------------- | -- | -- | - | -- | --- | --- | --- | -- |
| 1  | Tingsryds AIF    | 22 | 19 | 2 | 1  | 162 | 68  | +94 | 40 |
| 2  | BK Bäcken        | 22 | 16 | 3 | 3  | 139 | 71  | +68 | 35 |
| 3  | HV71             | 22 | 16 | 1 | 5  | 110 | 67  | +43 | 33 |
| 4  | Malmö IF         | 22 | 10 | 4 | 8  | 111 | 109 | +2  | 24 |
| 5  | Halmstads HK     | 22 | 9  | 4 | 9  | 93  | 109 | −16 | 22 |
| 6  | Nybro IF         | 22 | 9  | 2 | 11 | 90  | 90  | 0   | 20 |
| 7  | Karlskrona IK    | 22 | 7  | 4 | 11 | 90  | 117 | −27 | 18 |
| 8  | IF Troja         | 22 | 6  | 5 | 11 | 82  | 119 | −37 | 17 |
| 9  | Tibro IK         | 22 | 6  | 4 | 12 | 86  | 103 | −17 | 16 |
| 10 | Boro/Landsbro IF | 22 | 6  | 4 | 12 | 79  | 124 | −45 | 16 |
| 11 | Borås HC         | 22 | 6  | 2 | 14 | 62  | 95  | −33 | 14 |
| 12 | Gislaveds SK     | 22 | 4  | 1 | 17 | 84  | 116 | −32 | 9  |

## Playoff
De fyra främsta lagen från respektive grundserie gick vidare till Playoff där de delades upp i två grupper. Lagen från Division I Norra och Västra möttes i Grupp 1, medan grupp 2 utgjordes av lagen från Division I Östra och Södra. Lagen i Playoff möttes i två matcher. Om de vann varsin match spelades en förlängning med sudden death, d.v.s. målskillnaden avgjorde inte vid lika antal vunna matcher. Vinnaren av den ena serien mötte fyran i den andra och på samma sätt mötte tvåan trean från den andra serien.

### Grupp 1
Att målskillnaden inte avgjorde matchserierna fick konsekvenser för Kiruna i mötet med Strömsbro. Kiruna hade gjort flest mål, men det var Strömsbro som gick vidare efter vinst i förlängningen.
|  | Playoff 1           | Playoff 1           | Playoff 1 |               |   | Playoff 2 | Playoff 2 | Playoff 2 |  |  |  |  |  |
|  |                     |                     |           |               |   |           |           |           |  |  |  |  |  |
|  | 0                   |                     |           |               |   |           |           |           |  |  |  |  |  |
|  |                     |                     |           |               |   |           |           |           |  |  |  |  |  |
|  | IF Björklöven       | 5                   | 10        |               |   |           |           |           |  |  |  |  |  |
|  | IF Björklöven       | 5                   | 10        | 0             |   |           |           |           |  |  |  |  |  |
|  | Grums IK            | 1                   | 2         |               |   |           |           |           |  |  |  |  |  |
|  | Grums IK            | 1                   | 2         | IF Björklöven | 5 | 4         |           |           |  |  |  |  |  |
|  | 0                   |                     |           | IF Björklöven | 5 | 4         |           |           |  |  |  |  |  |
|  |                     | IF Karlskoga/Bofors | 3         | 4             |   |           |           |           |  |  |  |  |  |
|  | IF Karlskoga/Bofors | IF Karlskoga/Bofors | 3         | 4             | 7 | 5         |           |           |  |  |  |  |  |
|  | IF Karlskoga/Bofors |                     |           |               | 7 | 5         |           |           |  |  |  |  |  |
|  | Bodens BK           | 3                   | 6         |               |   |           |           |           |  |  |  |  |  |
|  | Bodens BK           | 3                   | 6         |               |   |           |           |           |  |  |  |  |  |
|  | 0                   |                     |           |               |   |           |           |           |  |  |  |  |  |
|  |                     |                     |           |               |   |           |           |           |  |  |  |  |  |
|  | Kiruna AIF          | 2                   | 8         |               |   |           |           |           |  |  |  |  |  |
|  | Kiruna AIF          | 2                   | 8         | 0             |   |           |           |           |  |  |  |  |  |
|  | Strömsbro IF        | 3                   | 2         |               |   |           |           |           |  |  |  |  |  |
|  | Strömsbro IF        | 3                   | 2         | Strömsbro IF  | 5 | 3         |           |           |  |  |  |  |  |
|  | 0                   |                     |           | Strömsbro IF  | 5 | 3         |           |           |  |  |  |  |  |
|  |                     | Mora IK             | 5         | 5             |   |           |           |           |  |  |  |  |  |
|  | Mora IK             | Mora IK             | 5         | 5             | 9 | 6         |           |           |  |  |  |  |  |
|  | Mora IK             |                     |           |               | 9 | 6         |           |           |  |  |  |  |  |
|  | IFK Luleå           | 5                   | 2         |               |   |           |           |           |  |  |  |  |  |
|  | IFK Luleå           | 5                   | 2         |               |   |           |           |           |  |  |  |  |  |

Björklöven och Mora vidare till Kvalserien.

### Grupp 2
Även i grupp två fick spelordningen konsekvenser. I andra matchen mellan Örebro och Malmö anföll Malmö sitt eget mål, medan Örebro försvarade det! Orsaken var att Malmö hade två spelare utvisade i slutminuterna samtidigt som man höll på att utjämna matchserien till 1–1. Därmed skulle det bli förlängning och om Örebro inte gjorde mål skulle Malmö få börja förlängningen med två utvisade spelare. Örebros försvar av Malmö-målet lyckades och i förlängningen kunde inte ett uttröttat Malmö stå emot, Örebro gjorde sitt sudden death-mål efter 1:03. Efter denna händelse förbjöds avsiktliga självmål under playoff.
|  | Playoff 1     | Playoff 1 | Playoff 1 |           |   | Playoff 2 | Playoff 2 | Playoff 2 |  |  |  |  |  |
|  |               |           |           |           |   |           |           |           |  |  |  |  |  |
|  | 0             |           |           |           |   |           |           |           |  |  |  |  |  |
|  |               |           |           |           |   |           |           |           |  |  |  |  |  |
|  | Huddinge IK   | 6         | 4         |           |   |           |           |           |  |  |  |  |  |
|  | Huddinge IK   | 6         | 4         | 0         |   |           |           |           |  |  |  |  |  |
|  | HV71          | 5         | 14        |           |   |           |           |           |  |  |  |  |  |
|  | HV71          | 5         | 14        | HV71      | 1 | 2         |           |           |  |  |  |  |  |
|  | 0             |           |           | HV71      | 1 | 2         |           |           |  |  |  |  |  |
|  |               | Nacka SK  | 2         | 3         |   |           |           |           |  |  |  |  |  |
|  | Tingsryds AIF | Nacka SK  | 2         | 3         | 2 | 1         |           |           |  |  |  |  |  |
|  | Tingsryds AIF |           |           |           | 2 | 1         |           |           |  |  |  |  |  |
|  | Nacka SK      | 3         | 1         |           |   |           |           |           |  |  |  |  |  |
|  | Nacka SK      | 3         | 1         |           |   |           |           |           |  |  |  |  |  |
|  | 0             |           |           |           |   |           |           |           |  |  |  |  |  |
|  |               |           |           |           |   |           |           |           |  |  |  |  |  |
|  | Örebro IK     | 8         | 3         |           |   |           |           |           |  |  |  |  |  |
|  | Örebro IK     | 8         | 3         | 0         |   |           |           |           |  |  |  |  |  |
|  | Malmö IF      | 2         | 5         |           |   |           |           |           |  |  |  |  |  |
|  | Malmö IF      | 2         | 5         | Örebro IK | 2 | 4         |           |           |  |  |  |  |  |
|  | 0             |           |           | Örebro IK | 2 | 4         |           |           |  |  |  |  |  |
|  |               | BK Bäcken | 4         | 2         |   |           |           |           |  |  |  |  |  |
|  | Västerås IK   | BK Bäcken | 4         | 2         | 0 | 2         |           |           |  |  |  |  |  |
|  | Västerås IK   |           |           |           | 0 | 2         |           |           |  |  |  |  |  |
|  | BK Bäcken     | 2         | 7         |           |   |           |           |           |  |  |  |  |  |
|  | BK Bäcken     | 2         | 7         |           |   |           |           |           |  |  |  |  |  |

Anmärkning:
1. 1 2 3  Vidare efter förlängning

Nacka och Örebro vidare till Kvalserien.

## Kval till Division I

### Norra
Ganska snart stod det klart att Örnsköldsvik och CRIF var de bättre lagen i den norra kvalserien. Skellefteålaget CRIF hade tackat nej till Division I förra säsongen, men hade bättre ekonomiska garantier denna säsong och lovade att spela nästa säsong. Sista matchen mellan Boliden och CRIF ställdes in då den ändå inte kunde påverka slutresultatet.
| Nr | Lag                     | S | V | O | F | GM | IM | MS  | P |
| -- | ----------------------- | - | - | - | - | -- | -- | --- | - |
| 1  | Örnsköldsviks SK        | 4 | 3 | 0 | 1 | 25 | 15 | +10 | 6 |
| 2  | Clemensnäs/Rönnskärs IF | 3 | 2 | 0 | 1 | 18 | 10 | +8  | 4 |
| 3  | Bolidens FFI            | 3 | 0 | 0 | 3 | 11 | 29 | −18 | 0 |

### Västra
Favoriten Alfta hade Hälsinglands enda ishall, men det hjälpte dem inte. Avesta och Ljusne presterade bättre och vann med så bred marginal att sista omgången kunde ställas in då den ändå inte kunde påverka slutresultatet.
| Nr | Lag        | S | V | O | F | GM | IM | MS  | P |
| -- | ---------- | - | - | - | - | -- | -- | --- | - |
| 1  | Avesta BK  | 5 | 4 | 0 | 1 | 35 | 11 | +24 | 8 |
| 2  | Ljusne AIK | 5 | 4 | 0 | 1 | 28 | 13 | +15 | 8 |
| 3  | Alfta GIF  | 5 | 2 | 0 | 3 | 14 | 23 | −9  | 4 |
| 4  | IK Viking  | 5 | 0 | 0 | 5 | 13 | 43 | −30 | 0 |

### Östra
Almtunas plats i "ettan" var i praktiken klar redan efter tre omgångar, sedan började man tappa poäng. I sista omgången var det en dramatisk kamp mellan Guldsmedshyttan och Göta om andra uppflyttningsplatsen som Göta till slut gick segrande ut med två måls marginal.
| Nr | Lag               | S | V | O | F | GM | IM | MS  | P |
| -- | ----------------- | - | - | - | - | -- | -- | --- | - |
| 1  | Almtuna IS        | 6 | 4 | 1 | 1 | 38 | 27 | +11 | 9 |
| 2  | IK Göta           | 6 | 3 | 0 | 3 | 31 | 32 | −1  | 6 |
| 3  | Guldsmedshytte SK | 6 | 3 | 0 | 3 | 30 | 33 | −3  | 6 |
| 4  | Nyköpings BIS     | 6 | 1 | 1 | 4 | 25 | 32 | −7  | 3 |

### Södra
Seriesegrarna från Division II, Tyringe och Skövde, betraktades som favoriter. Tyringe började med två segrar medan Skövde förlorade mot Tranås. Det visade sig att Tranås höll hela vägen och snuvade Skövde på den förväntade platsen i Division I.
| Nr | Lag          | S | V | O | F | GM | IM | MS  | P |
| -- | ------------ | - | - | - | - | -- | -- | --- | - |
| 1  | Tranås AIF   | 6 | 4 | 0 | 2 | 33 | 23 | +10 | 8 |
| 2  | Tyringe SoSS | 6 | 3 | 1 | 2 | 20 | 22 | −2  | 7 |
| 3  | Skövde IK    | 6 | 2 | 2 | 2 | 30 | 26 | +4  | 6 |
| 4  | Hanhals BK   | 6 | 0 | 3 | 3 | 24 | 36 | −12 | 3 |